# Françoise Abandová
Françoise Abandová, nepřechýleně Françoise Abanda, (* 5. února 1997 Montréal) je kanadská profesionální tenistka kamerunského původu. Ve své dosavadní kariéře na okruhu WTA Tour nevyhrála žádný turnaj. V rámci okruhu ITF získala do května 2019 tři tituly ve dvouhře a jeden ve čtyřhře.
Na žebříčku WTA byla ve dvouhře nejvýše klasifikována v říjnu 2017 na 111. místě a ve čtyřhře pak v září 2014 na 197. místě.
V kanadském fedcupovém týmu debutovala v roce 2015 při historicky první účasti družstva ve Světové skupině proti obhájkyním titulu, týmu České republiky. Tři dny po svých osmnáctých narozeninách podlehla v úvodní dvouhře tehdy 22. hráčce světového žebříčku Karolíně Plíškové. Kanaďanky prohrály 0:4 na zápasy. Do dubna 2015 v soutěži nastoupila k jedinému mezistátnímu utkání s bilancí 0–1 ve dvouhře a 0–1 ve čtyřhře.

## Soukromý život
Narodila se roku 1997 v Montréalu do rodiny Blaise Abandy a Cicle Assono Ahibenové, kteří pocházejí z Kamerunu. Od roku 2009 je členkou Kanadského národního tenisového centra v Montréalu.
Tenis začala hrát v sedmi letech, když následovala o tři roky starší sestru Élisabethu Abandovou, která také hraje na profesionální úrovni.

## Tenisová kariéra
Na juniorce French Open 2012 skončila ve třetím kole dvouhry a ve čtvrtfinále čtyřhry. Navazující juniorský Wimbledon 2012 znamenal účast v semifinále singla i debla.
Premiérový zápas na okruhu ITF vyhrála v červenci 2012, když na turnaji dotovaném 25 tisíci dolary v quebeckém Granby zdolala hráčku čtvrté stovky žebříčku Jennifer Elieovou. Ve druhém kole však podlehla krajance Eugenii Bouchardové. Do kvalifikace Rogers Cupu 2012 jí byla udělena divoká karta. Po výhře nad 104. ženou klasifikace Irinou Falconiovou skončila v posledním kole.
V září 2012 vyhrála juniorský turnaj z kategorie Grade 1 v quebeckém Repentigny, čímž se stala čtvrtou Kanaďankou, jíž na této akci triumfovala.
První zápas na okruhu WTA Tour odehrála v září 2013 ve čtyřhře Challenge Bell, do níž obdržely s krajankou Carol Zhaovou divokou kartu. Po postupu do čtvrtfinále však nestačily na zkušenou rusko-australskou dvojici Alla Kudrjavcevová a Anastasia Rodionovová.
Uprostřed ledna 2014 si připsala premiérový singlový titul na okruhu ITF, když ve finále floridského turnaje v Port St. Lucie s rozpočtem 25 tisíc dolarů zdolala krajanku Heidi El Tabakhovou. V březnu se probojovala do posledního kola kvalifikace Sony Open Tennis 2014 z kategorie Premier Madatory, kde po třísetovém průběhu vypadla s japonskou veteránkou Kimiko Dateovou Krummovou.
Na červnové juniorce French Open 2014 si zahrála podruhé v kariéře semifinále, v němž skončila na raketě nejvýše nasazené Ivany Jorovićové. V červenci dosáhla na druhé finále ITF, když v premiérovém ročníku turnaje dotovaného 25 tisíci dolary v Gatineau, podlehla v závěrečném duelu Stéphanii Foretzové. Divokou kartu obdržela do hlavní soutěže Citi Open 2014, kde ji na úvod vyřadila Američanka Vania Kingová. Opět na divokou kartu startovala v rodném Montréalu na Rogers Cupu, v němž ji stopku vystavila světová dvanáctka Dominika Cibulková.
Hlavní soutěž grandslam si poprvé zahrála na US Open 2014 poté, co v tříkolové kvalifikaci ztratila pouze šest gamů. Na úvod však podlehla dvacáté sedmé tenistce žebříčku Sabině Lisické. V září získala divokou kartu na Coupe Banque Nationale, z něhož odešla poražena v prvním kole od bývalé světové jedničky a svého dětského idolu Venus Williamsové. Další její účast na grandslamových turnajích přinesl rok 2017, kdy se jak na French Open tak ve Wimbledonu probojovala do druhého kola.

## Finále na okruhu ITF
| $100,000 tournaments |
| $75,000 tournaments  |
| $50,000 tournaments  |
| $25,000 tournaments  |
| $15,000 tournaments  |
| $10,000 tournaments  |

### Dvouhra: 4 (3–1)
| Stav       | č. | datum             | turnaj                        | povrch | soupeřka ve finále  | výsledek      |
| ---------- | -- | ----------------- | ----------------------------- | ------ | ------------------- | ------------- |
| Vítězka    | 1. | 19. ledna 2014    | Port St. Lucie, Spojené státy | tvrdý  | Heidi El Tabakhová  | 6–3, 6–4      |
| Finalistka | 1. | 13. července 2014 | Gatineau, Kanada              | tvrdý  | Stéphanie Foretzová | 3–6, 6–3, 3–6 |

### Čtyřhra: 3 (2–1)
| Stav       | č. | datum             | turnaj           | povrch    | spoluhráč         | soupeřky ve finále                  | výsledek              |
| ---------- | -- | ----------------- | ---------------- | --------- | ----------------- | ----------------------------------- | --------------------- |
| Finalistka | 1. | 26. října 2013    | Saguenay, Kanada | tvrdý (h) | Victoria Duvalová | Marta Domachowská Andrea Hlaváčková | 5–7, 3–6              |
| Vítězka    | 1. | 1. listopadu 2013 | Toronto, Kanada  | tvrdý (h) | Victoria Duvalová | Melanie Oudinová Jessica Pegulaová  | 7–6(7–5), 2–6, [11–9] |